# Ossido di samario
L'ossido di samario, formula chimica Sm2O3, è l'ossido del samario.

## Usi
L'ossido di samario viene utilizzato nei vetri per assorbire la radiazione infrarossa. È anche usato come assorbitore di neutroni nelle barre di controllo per reattori nucleari. L'ossido catalizza inoltre la disidratazione di alcoli alchilici primari e secondari ad aldeidi e chetoni. Infine, viene usato per la preparazione di sali di samario.